# Little Hocking (Ohio)
Little Hocking é um lugar designado pelo censo localizado no condado de Washington no estado estadounidense de Ohio. No Censo de 2010 tinha uma população de 263 habitantes e uma densidade populacional de 237,81 pessoas por km².

## Geografia
Little Hocking encontra-se localizado nas coordenadas 39° 15′ 31″ N, 81° 42′ 11″ O. Segundo o Departamento do Censo dos Estados Unidos, Little Hocking tem uma superfície total de 1.11 km², da qual 1.07 km² correspondem a terra firme e (2.81%) 0.03 km² é água.

## Demografia
Segundo o censo de 2010, tinha 263 pessoas residindo em Little Hocking. A densidade populacional era de 237,81 hab./km². Dos 263 habitantes, Little Hocking estava composto pelo 96.96% brancos, 0.76% eram afroamericanos, 0% eram amerindios, 0% eram asiáticos, 0% eram insulares do Pacífico, 0% eram de outras raças e o 2.28% pertenciam a duas ou mais raças. Do total da população 0% eram hispanos ou latinos de qualquer raça.